# História do Ilves Naiset

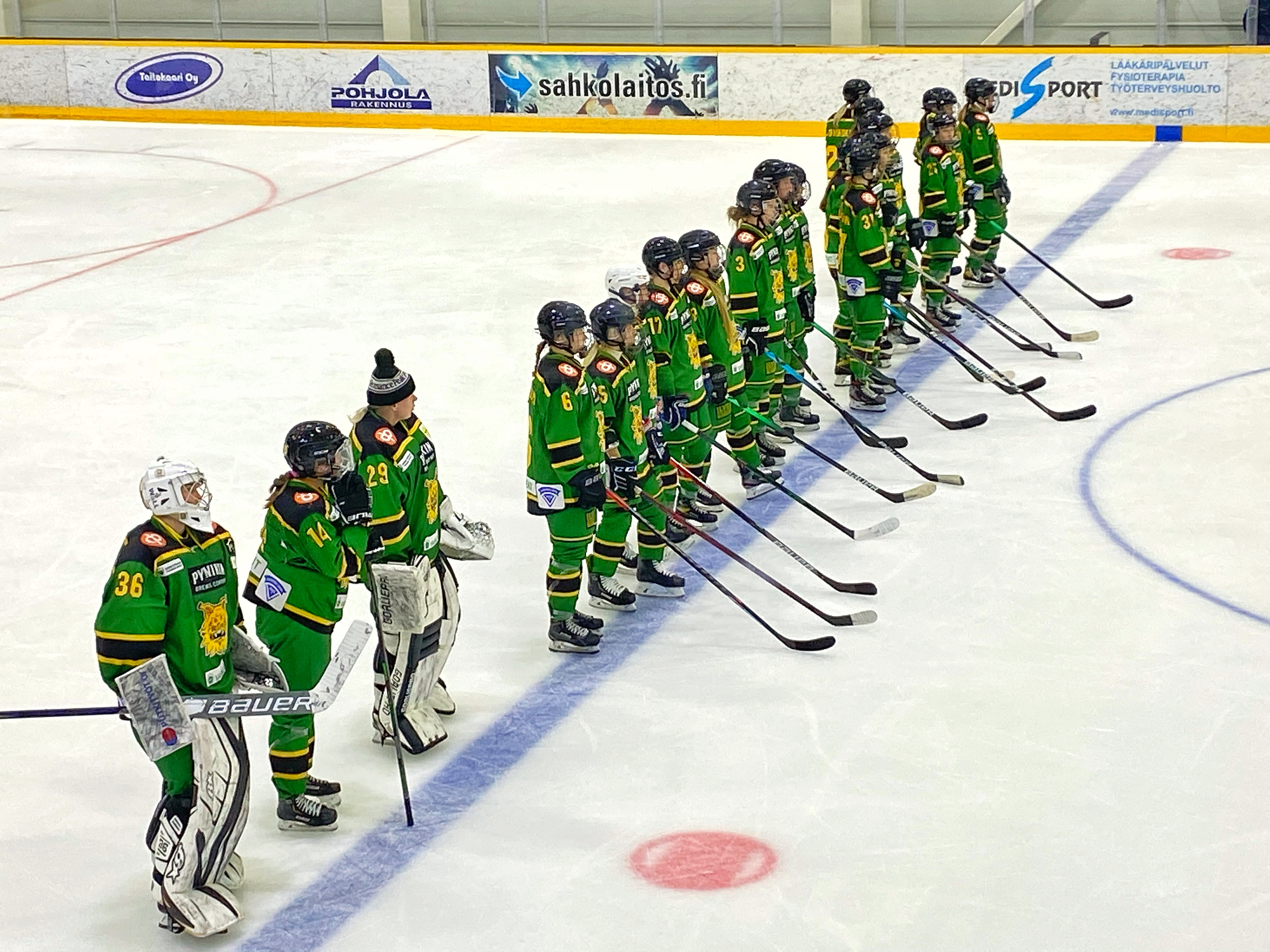
Jogadores do Ilves Naiset na época 2021-22 no Tesoman jäähalli.

O Ilves Naiset é uma equipa feminina de hóquei no gelo fundada em 1971 na cidade de Tampere, Finlândia. Inicialmente, teve de jogar contra equipas de juniores masculinos, pois era a única equipa feminina da cidade, e fez a sua estreia contra uma equipa feminina em 5 de março, 1978 em Espoo. Jogam na primeira divisão do hóquei no gelo feminino finlandês, a Naisten Liiga, desde a sua época inaugural em 1982, e venceram o seu primeiro campeonato finlandês em 1985. No total, a equipa foi proclamada campeã da Finlândia por 10 vezes, sendo a segunda equipa finlandesa de hóquei no gelo mais bem-sucedida, atrás do Kiekko-Espoo, que tem mais cinco campeonatos. Em 2011 tornaram-se a primeira e única equipa finlandesa de hóquei no gelo feminino a conquistar um título continental após vencer a sétima edição da Taça dos Campeões Europeus Femininos da IIHF.
Depois de utilizar diferentes pistas de gelo na cidade, na década de 1980 a equipa jogou na pista de gelo Koulukatu, e em 1989 mudou-se para a recém-concluída Tesoman jäähalli como a sua pista de gelo, onde jogam desde então.
O Museu Finlandês de Hóquei no Gelo introduziu sete ex-jogadoras da equipa no seu Hall of Fame (conhecido como Suomen Jääkiekkoleijonat, na galego Leões/leoas do hóquei no gelo finlandês), sendo Marianne Ihalainen uma das duas primeiras mulheres homenageadas. A equipa retirou os números 10, 15 e 16 em homenagem a Anne Haanpää, Johanna Koivula e à própria Ihalainen. Além disso, três mulheres da equipa foram homenageadas no chamado "Ilves Hockey Legends", que inclui algumas das personalidades mais proeminentes da equipa de hóquei no gelo de Ilves, tanto na categoria feminina como na masculina.

## Antecedentes: a fundación de Ilves

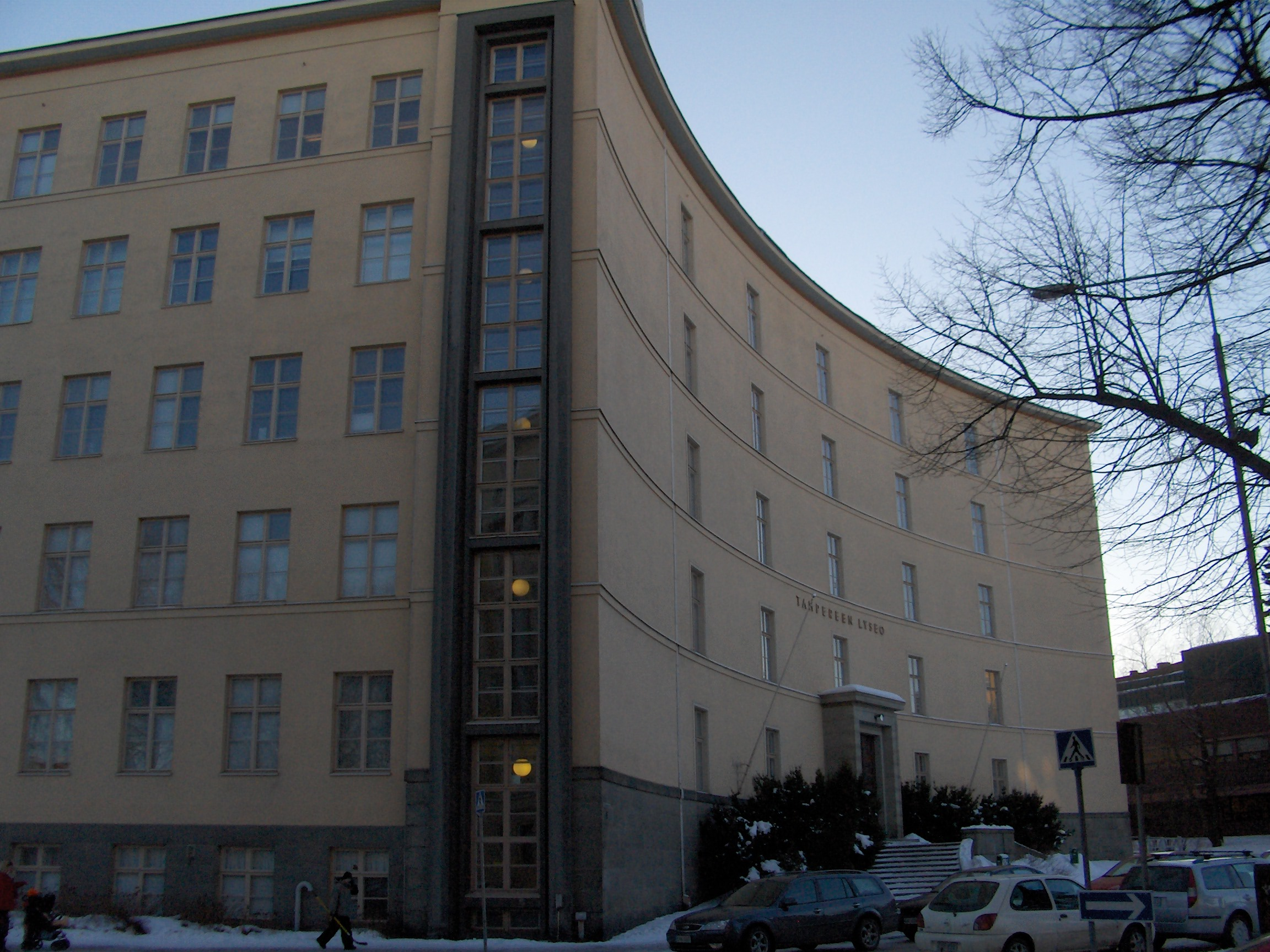
O Tampereen lyseo, onde Ilves nasceu em 1931.

O Ilves foi fundado no instituto Tampereen Lyseo em 10 de abril 1931 por Niilo Tammisalo, que era professor no centro, para que os alunos pudessem praticar desporto com bola. Tammisalo acabaria por se tornar o primeiro presidente do clube.
O novo clube começou logo a praticar hóquei no gelo na categoria masculina, disputando o seu primeiro jogo no gelo de Näsijärvi a 24 de janeiro, 1932, e logo de seguida a equipa estreou-se em competição oficial a 6 de fevereiro do mesmo ano. No entanto, tiveram de passar várias décadas até que o clube incluísse a prática do hóquei no gelo na categoria feminina.